# 威宁路站
威宁路站是一个位于中华人民共和国上海市长宁区仙霞新村街道介于威寧路与天中路之间的天山路地下，是上海地铁2号线的地铁车站。

## 車站歷史
- 2006年12月30日，威寧路站随上海轨道交通2号线西延段（中山公园~淞虹路区间）开通啟用。
- 2012年5月7日，作为上海轨道交通2号线车站改造的试点车站，威宁路站率先開始安装并使用简易安全门[3]，以维护乘客乘车安全。
- 2023年6月27日，因改造升级需要，车站3号出入口暂时关闭[4]。
- 2023年10月12日，车站3号口重新启用[5]。

## 車站結構

### 楼层分布
威寧路站共有3層。地面為車站出口，地下一層為車站大廳，地下二層為2号线站台。
| 地面层   | 出入口             | 1-4出入口                              |  |  |
| 地下一层 | 站厅               | 票务服务、自动售票机、人工服务台       |  |  |
| 地下二层 |                    | █ 2号线 往国家会展中心（北新泾）       |  |  |
|          | 岛式站台，左侧开门 |                                        |  |  |
|          |                    | █ 2号线 往浦东1号2号航站楼（娄山关路） |  |  |

### 站厅
威宁路站站厅位于地下一层，与天山路平行。站厅内设有检票闸机、服务中心以及FamilyMart便利店。

### 站台
本站設有2個站台，共同使用一個島式站台。其中一個供往浦东1号2号航站楼方向列車使用，另一個供往国家会展中心方向列車使用。

## 車站出口
威寧路站共設有4個出口，另车站站厅及1号、4号出入口通道内共有4个地下连通道通向毗邻的壹号街商业街，这些通道曾被命名为5、6号口，各出入口如下所示：
| 出口编号            | 出口指示       | 照片 |
| ------------------- | -------------- | ---- |
| 1 · 出口            | 天山路，天中路 |      |
| 2 · 出口            | 水城路，天山路 |      |
| 3 · 出口            | 天山路，威寧路 |      |
| 4 · 出口 · （设有） | 天山路，威寧路 |      |
| 图例： 设有         |                |      |

## 車站周邊
天源公园、水城公园、天源河溪公园、曹达威公官、长宁区图书馆

## 轉乘公交
54、71、72、74、88、141、158、190、311、316、757、808、825、827、829、836、855、941